# Milena Calderón Sol de Escalón

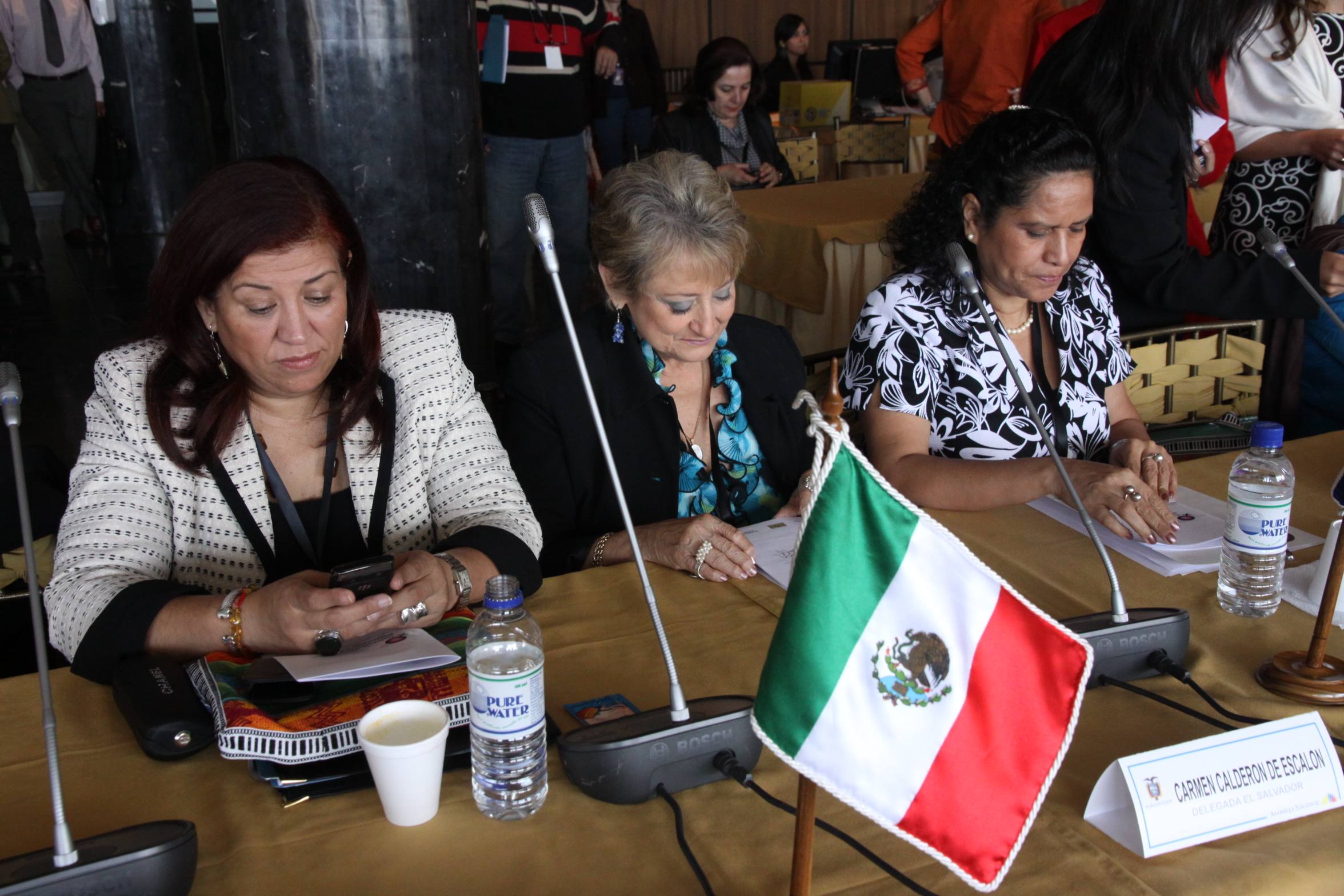
Milena Calderón Sol de Escalón (Người ngồi giữa áo đen)

Milena Calderón Sol de Escalón, là một chính trị gia người Salvador, nữ thị trưởng đầu tiên của Santa Ana kể từ ngày 1 tháng 5 năm 2018. Bà là thành viên của Hội đồng Lập pháp El Salvador từ năm 1991 đến 2018 cho ARENA. Cô là em gái của cựu Tổng thống, Armando Calderón Sol.